# Richard Schechner
Richard Schechner (Newark, 1934) és un teòric del teatre experimental dels Estats Units. Treballa com a professor Universitari Emèric a la Tisch School of the Arts de la Universitat de Nova York, i és editor de TDR: The Drama Review. Segons Schechner, el fet teatral és un conjunt de relacions interactives que es podia considerar des de dues perspectives diferents: actuar sobre un determinat espai i transformar-lo, o bé agafar l'espai tal com es troba per establir un diàleg entre aquest espai i els actors.

## Biografia
Richard Schechner es va graduar a la Cornell Universitat el 1956, i va continuar els seus estudis amb un màster a la Universitat d'Iowa, doctorant-se el 1962 a la Universitat de Tulane. Va editar la revista The Drama Review, entre 1962–1969; i més endavant des de 1986 fins a l'actualitat.
Schechner va esdevenir un dels fundadors del departament d'Estudis de performance (performance studies) de la Universitat de Nova York. Va fundar The Performance Group el 1967, sent-ne el seu director artístic fin el 1980, quan el gruop va canviar el seu nom pel de Wooster Grup. Va realitzar les seves principals actuacions al Performing Garage, un edifici del districte del SoHO a Nova York adquirit per Schechner el 1968. Aquell mateix any Schechner va publicar els "Writers and Editors War Tax Protest", prometent que no pagaria impostos com a protesta contra la Guerra de Vietnam.
El 1992 Schechner va fundar East Coast Artists, on va treballar com a director artístic fins al 2009. Col·labora amb revistes especialitzades de tot el món.

## Obra publicada

### Llibres
- Public Domain (1968)
- Environmental Theater (1973)
- Theatres, Spaces, and Environments (1975 amb Jerry Rojo i Brooks McNamara)
- Essays on Performance Theory (1976)
- The End of Humanism (1981)
- From the Ramlila to the Avantgarde (1983)
- Between Theater and Anthropology (1985)
- The Engleburt Stories (1987, amb Samuel MacIntosh Schechner)
- The Future of Ritual (1993)
- Performance Theory (reedició de Essays on Performance Theory, 1988; nova reedició, 2004)
- Performance Studies—An Introduction (2002)
- Over, Under, and Around (2004)
- Performed Imaginaries (2015)

### Altres obres
- Dionysus in '69 (1970 film de 1968)
- Ritual, Play, and Performance (1976, amb Mady Schuman)
- By Means of Performance (1990, amb Willa Appel)
- The Grotowski Sourcebook (1997, amb Lisa Wolford)